# Phyllocnema jeanneli
Phyllocnema jeanneli là một loài bọ cánh cứng trong họ Cerambycidae.